# Rob Blake
Robert Bowlby Blake (ur. 10 grudnia 1969 w Simcoe) – kanadyjski hokeista.
W lipcu 2013 został asystentem menedżera generalnego w swoim byłym klubie, Los Angeles Kings.

## Kariera zawodnicza
- Bowling Green State University (1987–1990)
- Los Angeles Kings (1989–2001)
- Colorado Avalanche (2001–2008)
- San Jose Sharks (2008–2010)

W 1988 roku został wybrany w drafcie NHL przez drużynę Los Angeles Kings. W 2001 roku zdobył razem z drużyną Colorado Avalanche Puchar Stanleya, zdobywca James Norris Memorial Trophy. Reprezentant Kanady, złoty medalista olimpijski z Salt Lake City. W NHL rozegrał 1270 spotkań w sezonie zasadniczym i 146 w fazie playoff. Zakończył karierę zawodowego hokeisty 18 czerwca 2010 roku. Członek Triple Gold Club, jest jednym z dziewięciu Kanadyjczyków, którzy należą do tego grona.

## Sukcesy
Reprezentacyjne
- Zimowe igrzyska olimpijskie:
  -  2002
- Mistrzostwa Świata:
  -  1994 i 1997
  -  1997
- Puchar Świata:
  -  1996

Klubowe
- Puchar Stanleya 2001 z Colorado Avalanche

Indywidualne
- NHL All-Star Game: 1994, 1999, 2000, 2001, 2002, 2003
- Hokej na lodzie na Zimowych Igrzyskach Olimpijskich 1998: najlepszy obrońca turnieju
- James Norris Memorial Trophy: 1998

Wyróżnienia
- Hockey Hall of Fame: 2014[3][4]
- Galeria Sławy IIHF: 2018[5][6]